# Вартбург (Квазулу-Натал)
Вартбург (вимовляється Вартбюрх) — невелике містечко, розташоване в 27 кілометрах на північний схід від Пітермаріцбурга та 50 км на південь від Грейтауна в місцевому муніципалітеті уМшваті, Квазулу-Натал, Південна Африка.
Місто було названо на честь замку Вартбург у Тюрінгії, де Мартін Лютер переклав Біблію німецькою сім'ями іммігрантів, які прибули до Південної Африки в 1848 році. Помітна кількість німецькомовних жителів все ще проживає в околицях міста.
Місто в основному підтримується навколишньою сільськогосподарською промисловістю, переважно цукровою тростиною та виробництвом деревини.
У місті є дві школи: Wartburg Kirchdorf School і Georgenau School, яка спочатку носила назву Wartburg Kirchdorf Junior School. Школа Wartburg Kirchdorf обслуговує учнів від дошкільного віку до 12 класу. Школа має багато можливостей, включаючи поля для регбі, крикету, хокею, сітки для крикету, тенісні корти, басейн, легкоатлетичну доріжку та обладнання, а також бібліотеку.